# Rajd Sardynii 2010
Rezultaty Rajdu Sardynii (7. Rally d'Italia Sardegna 2010), eliminacji Intercontinental Rally Challenge w 2010 roku, który odbył się w dniach 4 czerwca - 6 czerwca. Była to piąta runda IRC w tamtym roku oraz trzecia szutrowa, a także czwarta w Trofeo Rally Terra. Bazą rajdu było miasto Olbia. Zwycięzcami rajdu została fińska załoga Juho Hänninen i Mikko Markula jadących Škodą Fabią S2000. Wyprzedzili oni Włochów Paolo Andreucciego i Annę Andreussi w Peugeocie 207 S2000 i Czechów Jana Kopeckiego i Petra Starego, także jadących Škodą Fabią S2000.
Rajdu nie ukończyło 22 zawodników. Na 2. odcinku specjalnym odpadł Francuz Sébastien Ogier, który miał awarię silnika w Peugeocie 207 S2000. Brytyjczyk Kris Meeke (Peugeot 207 S2000) miał wypadek na 10. oesie. Na 3. oesie koło w swoim Peugeocie 207 S2000 stracił Saudyjczyk Yazeed Al-Rajhi. Z kolei na 10. oesie odpadł Szwed Per-Gunnar Andersson (Mitsubishi Lancer Evo X), który miał awarię dyferencjału. Z powodu wypadków rajdu nie ukończyli: Brytyjczyk Guy Wilks (Škoda Fabia S2000, na 2. oesie), Austriak Franz Wittmann Jr. (Peugeot 207 S2000, na 5. oesie) i Norweg Andreas Mikkelsen (Ford Fiesta S2000, na 2, oesie). Natomiast na 5. oesie koło straciła Turczynka Burcu Cetinkaya (Peugeot 207 S2000).

## Klasyfikacja ostateczna
| Miejsce                  | Zawodnik                 | Pilot                    | Samochód                 | Czas                     | Strata                   | Punkty                   |
| IRC (punktowane pozycje) | IRC (punktowane pozycje) | IRC (punktowane pozycje) | IRC (punktowane pozycje) | IRC (punktowane pozycje) | IRC (punktowane pozycje) | IRC (punktowane pozycje) |
| ------------------------ | ------------------------ | ------------------------ | ------------------------ | ------------------------ | ------------------------ | ------------------------ |
| 1.                       | Juho Hänninen            | Mikko Markkula           | Škoda Fabia S2000        | 2:31:28.6                |                          | 10                       |
| 2.                       | Paolo Andreucci          | Anna Andreussi           | Peugeot 207 S2000        | 2:32:04.2                | +35.6                    | 8                        |
| 3.                       | Jan Kopecký              | Petr Starý               | Škoda Fabia S2000        | 2:32:06.8                | +38.2                    | 6                        |
| 4.                       | Thierry Neuville         | Nicolas Klinger          | Peugeot 207 S2000        | 2:37:27.2                | +5:58.6                  | 5                        |
| 5.                       | Bruno Magalhães          | Carlos Magalhães         | Peugeot 207 S2000        | 2:41:24.4                | +9:55.8                  | 4                        |
| 6.                       | Teemu Arminen            | Tuomo Nikkola            | Subaru Impreza WRX STi   | 2:41:40.9                | +10:12.3                 | 3                        |
| 7.                       | Luigi Ricci              | Maurizio Barone          | Subaru Impreza WRX STi   | 2:43:02.0                | +11:33.4                 | 2                        |
| 8.                       | Daniele Batistini        | Carlo Pisano             | Peugeot 207 S2000        | 2:43:26.7                | +11:58.1                 | 1                        |

## Zwycięzcy odcinków specjalnych
| Dzień     | Odcinek | G. rozp. | Nazwa             | Długość  | Zwycięzca        | Czas    | Lider rajdu     |
| --------- | ------- | -------- | ----------------- | -------- | ---------------- | ------- | --------------- |
| 1 (4 CZE) | SS1     | 20:04    | Città di Cagliari | 2.00 km  | odcinek odwołany | -       | -               |
| 2 (5 CZE) | SS2     | 08:52    | Monte Grighine I  | 28.66 km | Jan Kopecký      | 19:05.8 | Jan Kopecký     |
| 2 (5 CZE) | SS3     | 10:16    | Gonnosnò I        | 14.53 km | Paolo Andreucci  | 10:22.5 | Paolo Andreucci |
| 2 (5 CZE) | SS4     | 12:05    | Monte Grighine II | 28.66 km | Kris Meeke       | 18:43.7 | Kris Meeke      |
| 2 (5 CZE) | SS5     | 13:29    | Gonnosnò II       | 14.53 km | Jan Kopecký      | 10:06.5 | Kris Meeke      |
| 2 (5 CZE) | SS6     | 17:23    | Monte Lerno I     | 11.89 km | Paolo Andreucci  | 7:30.2  | Paolo Andreucci |
| 2 (5 CZE) | SS7     | 19:17    | Monte Lerno II    | 11.89 km | Paolo Andreucci  | 7:19.7  | Paolo Andreucci |
| 3 (6 CZE) | SS8     | 09:00    | Coiluna I         | 25.97 km | Kris Meeke       | 18:16.6 | Kris Meeke      |
| 3 (6 CZE) | SS9     | 10:09    | Terranova I       | 13.18 km | Jan Kopecký      | 9:54.3  | Juho Hänninen   |
| 3 (6 CZE) | SS10    | 11:50    | Coiluna II        | 25.97 km | Juho Hänninen    | 17:51.1 | Juho Hänninen   |
| 3 (6 CZE) | SS11    | 15:21    | Monte Olia I      | 14.12 km | Paolo Andreucci  | 11:00.4 | Juho Hänninen   |
| 3 (6 CZE) | SS12    | 16:05    | Terranova II      | 13.18 km | Juho Hänninen    | 9:47.0  | Juho Hänninen   |
| 3 (6 CZE) | SS13    | 16:54    | Monte Olia II     | 14.12 km | Paolo Andreucci  | 10:44.3 | Juho Hänninen   |